# 延辺科学技術大学

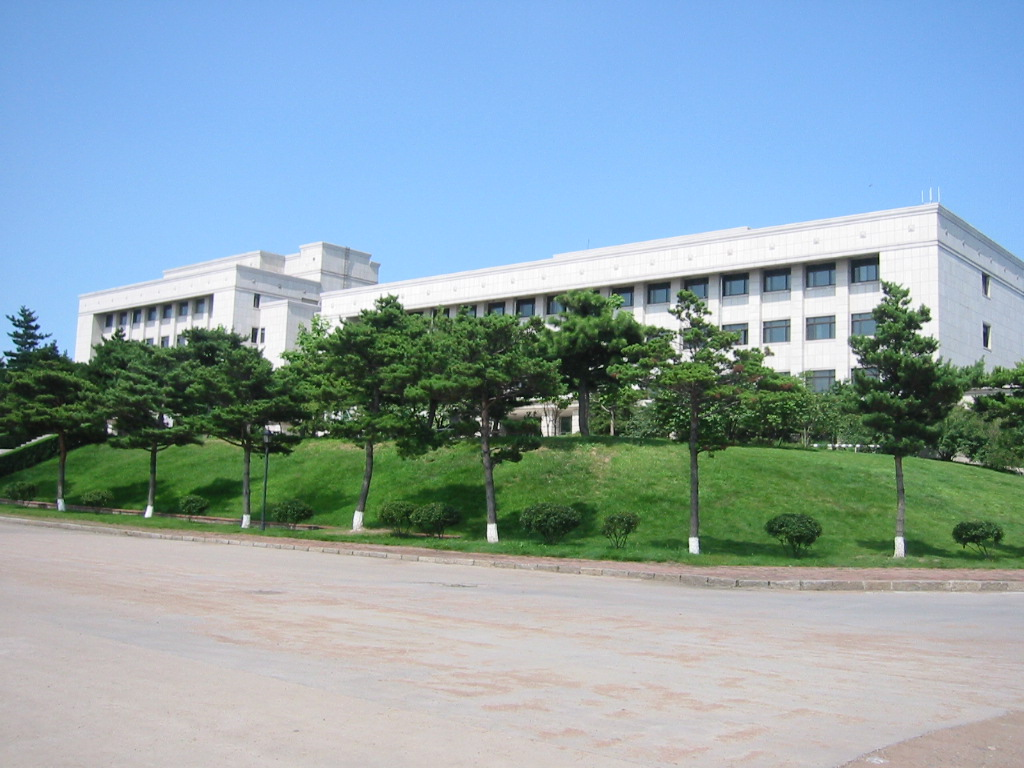
延辺科学技術大学校舎

延辺科学技術大学（延边科技大学、연변과학기술대학、Yanbian University of Science & Technology）は1992年、韓国キリスト教系の東北アジア文化協力財団（동북아문화협력재단）が中国・延辺朝鮮族自治州の州都・延吉市に設立した、中国最初の中外合弁大学。
1986年、金鎭慶博士が中国社会科学院招聘教授として中国に第一歩を踏み出しながら構想された。 1989年2月、金鎭慶博士は延吉市政府と中国延辺朝鮮族技術専門大学設立に関する協定を締結したが、1990年3月に2年制から4年制技術大学に変更した。 1991年2月に吉林省政府の批准を経て1992年9月に延辺科学技術大学に改称され、大学付設産業技術訓練学校を開校した。1996年9月に「延辺大学科学技術学院」として延辺大学に編入された。2004年の学生数は1279名、教員数は174名。附属教育機関に幼稚園、延辺外国人学校、延辺韓国国際学校、起亜技術訓練院などがある。東北アジア文化協力財団は2010年、朝鮮民主主義人民共和国に平壌科学技術大学を設立している。

2018年から新入生の受け入れを中止。2021年6月、2017年に入学した学生の卒業後に閉校した。中国初の私立大学であり、外国人投資大学(中外合作大学)として短い沿革にもかかわらず、中国の「100大重点大学」に選ばれるほど競争力のある大学として挙げられたが、中国当局と約束した土地賃貸期限30年が満了した状況で契約延長に失敗した。「成功した」延辺科技大学が契約延長にならず廃校に至ったことに対する明確な理由は明らかにされていない。 ただ、大学関係者らは民族統合を阻害する恐れがあり、キリスト教関連活動が多かったことをその原因と推定している。 全世界の韓国人社会の支援を受けて設立された延辺科技大学には、漢民族と朝鮮族だけでなく、韓国人の留学生、中央アジアの高麗人、在日韓国人、北朝鮮出身の学生も受け、「韓民族ネットワーク」が形成されたという評価を受けた。

## 沿革
- 1988年10月、韓国系アメリカ人金鎮慶（初代総長）が延辺を訪問する。
- 1989年8月　学校建立推進委員会と後援会創立。
- 1989年10月　延吉市と金鎮慶は延辺朝鮮族科学技術専門学校の創立について合意。
- 1989年10月　建設起工式（本館棟・学舎棟の建設開始）。
- 1990年1月　アメリカに延辺朝鮮族技術大学財団設立。
- 1990年3月　延吉市とアメリカニューヨーク株式会社は延辺朝鮮族科学技術専門学校を4年制の技術大学にすることに合意。
- 1990年4月　本校舎の建設開始。
- 1990年8月　食堂棟建設開始。
- 1991年3月　吉林省人民政府は技術学校創立を承認。
- 1991年8月　中国国家教育委員会は技術学校創立を承認。
- 1992年2月　中国延辺朝鮮族科学技術専門学校合同書締結。
- 1992年6月　技術大学と中国国家科学技術委員会は「延辺中長期国土総合開発計画」を締結。
- 1992年6月　延辺科学技術大学と校名を変更。
- 1992年9月16日　附属産業技術訓練院開校。 学生総数は200名。（産業情報訓練院・建設技術訓練院・起亜技術訓練院）
- 1993年4月　大学発展推進委員会結成。
- 1993年7月22日　附属産業技術訓練院第一期生卒業 （200名）。
- 1993年9月9日　延辺科学技術大学本科（4年・173名）並びに専科（2年・86名）正式に開校。 東亜技術訓練院開院。起亜技術訓練院第2回入学式。
- 1994年7月、延辺科学技術大学は朝鮮族中高学校の英語教師に対して再教育プログラムを実施する。
- 1994年8月14日～18日　第2回少数民族科学技術者学術会開催。
- 1995年9月6日　韓国語科（3年制）新設。
- 1996年3月27日～29日　中独合作センター開院。開院記念中独合作交流座談会を開く。
- 1996年9月　延辺大学に編入。
- 1998年1月9日　韓国政府はロッテ製菓とエース寝台の2社と社団法人「延辺科学技術大学後援会」を北朝鮮との「南北協力事業者」に指定。
- 1998年5月　延辺科学技術大学附属延辺外国人学校と韓国学校竣工。
- 1998年9月　金鎮慶総長が北朝鮮で逮捕され死刑判決を受ける。その後、突然釈放され10月24日 、43日ぶりに北京に戻る。北朝鮮の中央通信は「金鎮慶は韓国安企部のスパイだと自白したが、アメリカ国籍であることなどを顧慮し寛大に処分する」と報道。
- 2002年8月6日、第6回東アジア経営学会国際連合・延辺大会が「東北アジアにおける経営を巡る諸問題」をテーマにして、延辺科学技術大学で開かれ開会式では南相福・延辺州長が祝辞を述べる。
- 2002年9月17日夜　延辺科学技術大学建校10周年記念音楽祭（前夜祭）が運動場で開かれる。
- 2002年9月18日　延辺科学技術大学建校10周年記念式が運動場で開かれる。
- 2004年8月26日　金鎮慶総長に対して韓国の忠北大学校は名誉教育学博士学位を授与。
- 2004年12月16日　新潟の環日本海経済研究所の「賛助会員セミナー」が新潟で開催され、金鎮慶総長が「延辺科学技術大学の紹介」というテーマで講演。
- 2005年3月22日　韓国の漢南大学は中古パソコン90台を延辺科学技術大学に寄贈。贈られたパソコンは教職員の業務用、及び学生たちの実習用として使用される。延辺科学技術大学ではパソコンが不足しており、教職員のパソコン普及率は70パーセントにとどまっていた。漢南大学と延辺科技大は2003年協約を締結。
- 2005年6月17日　「第1回延辺韓人開かれた音楽会」が延辺科学技術大学の講堂で開かれ韓国人500名余りが参加。プロテスタント教会が主催し、中国人の参加は禁止された。
- 2005年7月　延辺科学技術大学で「東北亜経済技術協力国際シンポジウム」が開催される。
- 2006年7月　金鎮慶総長一行が来日、朝鮮会館および朝鮮大学校を訪問する。
- 2007年9月8日　延辺韓国僑民体育大会が延辺科学技術大学の運動場で開かれる。
- 2018年、新入生の受け入れを中止。
- 2019年、外国人の学校経営を禁じる中国政府の新たな規定により、2年後には、中国人経営の私立大学に移行することが明らかになる。すでに新入生の募集も中断している。[2][3]
- 2021年6月12日～13日、最後のホームカミングデーが開かれる。
- 2021年6月17日、2017年に入学した学生の卒業式を開催後に閉校する。30年の土地貸与期間が終了、延吉市が契約を延長しなかった。契約延長がされなかった明確な理由は不明だが、大学関係者らは「民族統合を阻害する憂慮があり、キリスト教関連の活動が多かったのがその理由」と話している。[4]

## 学術交流協定
- 1993年10月20日　延世大学と学術交流協定を締結。
- 1994年4月18日　崇実大学と学術交流協定を締結。
- 1994年9月22日　漢陽大学と学術交流協定を締結。
- 1995年2月22日　浦項工科大学と学術交流協定を締結。
- 1995年5月8日　アメリカのLiberty Universityと学術交流協定を締結。
- 1995年11月11日　中国科学技術大学と学術交流協定を締結。
- 1995年12月1日　中央民族大学と学術交流協定を締結。
- 1996年3月28日　ドイツのTechnische Fachhochschule Berlinと学術交流協定を締結。
- 1996年5月11日　KAISTと学術交流協定を締結。
- 1996年8月8日　大阪情報コンピューター専門学校と学術交流協定を締結。
- 1996年10月9日　雲南大学と学術交流協定を締結。
- 1996年11月1日　中国の西南大学と学術交流協定を締結。
- 1996年11月17日　韓国のハンドン大学と学術交流協定を締結。
- 2016年10月　延辺科学技術大学の最高経営課程と済州大学校経営大学院が学術交流協定を締結。[5]

## 創立者
創立者の金鎮慶（1935年～、キム・ジンギョン、김진경）総長は慶尚南道・宜寧郡に生まれの韓国系米国人。
15歳の時、志願兵として朝鮮戦争に参戦、英国と米国で神学を学び、企業家、教育者として成功する。 
1987年、金日成主席の招待で初めて平壌を訪問、「あなたは朝鮮民族なのに、なぜ中国に大学を建設するのか」と金日成に尋ねられ、その場で平壌に大学を設立することを確約する。 
1994年には平壌・大同江のほとりに病院を建設。
1998年、北朝鮮訪問時に逮捕され、「自由化の風を吹き込んだ」「中国式改革開放に誘導した」「キリスト教を伝播した」などの罪で死刑判決を受けた。その後、突然釈放され10月24日 、43日ぶりに北京に戻った。

## 起亜技術訓練院院長の暗殺事件
1996年8月16日、附属の教育機関、起亜技術訓練院の院長、朴炳鉉（54歳）が2人組みの暴漢に襲われ、毒針状のもので腹部を刺され暗殺された。朴院長と一緒に歩いていた「大邱毎日新聞」の記者3人が目撃。韓国大使館の捜査依頼を受けた中国公安当局が解剖検査を実施したが毒劇物は検出されず。中国から遺体を引きとった韓国の国立科学捜査研究所が再解剖検査をしたが、臓器全体が中国ですでに除去されており、防腐処理された状態だったため、正確な死因を究明することはできなかった。

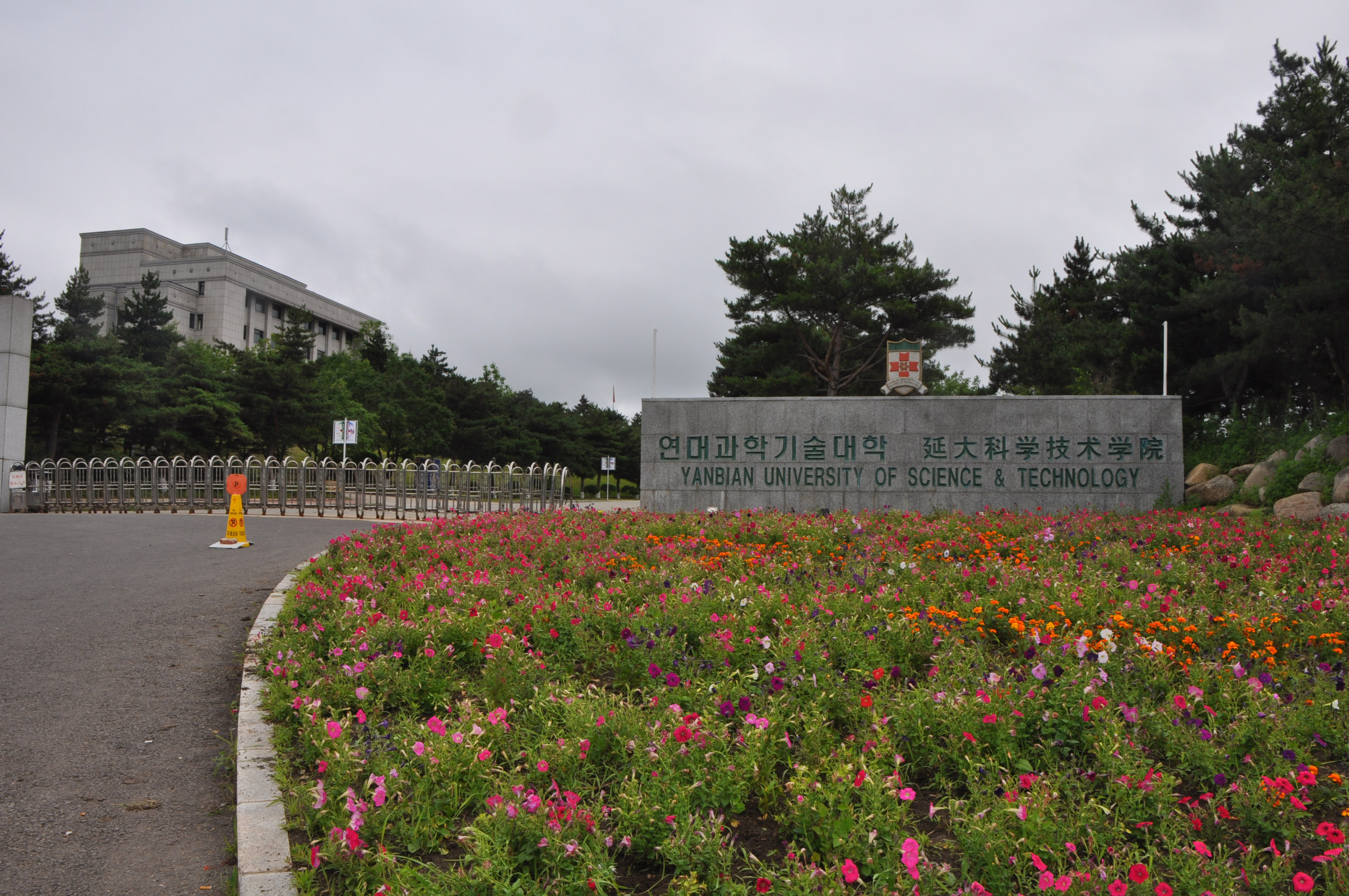
校門
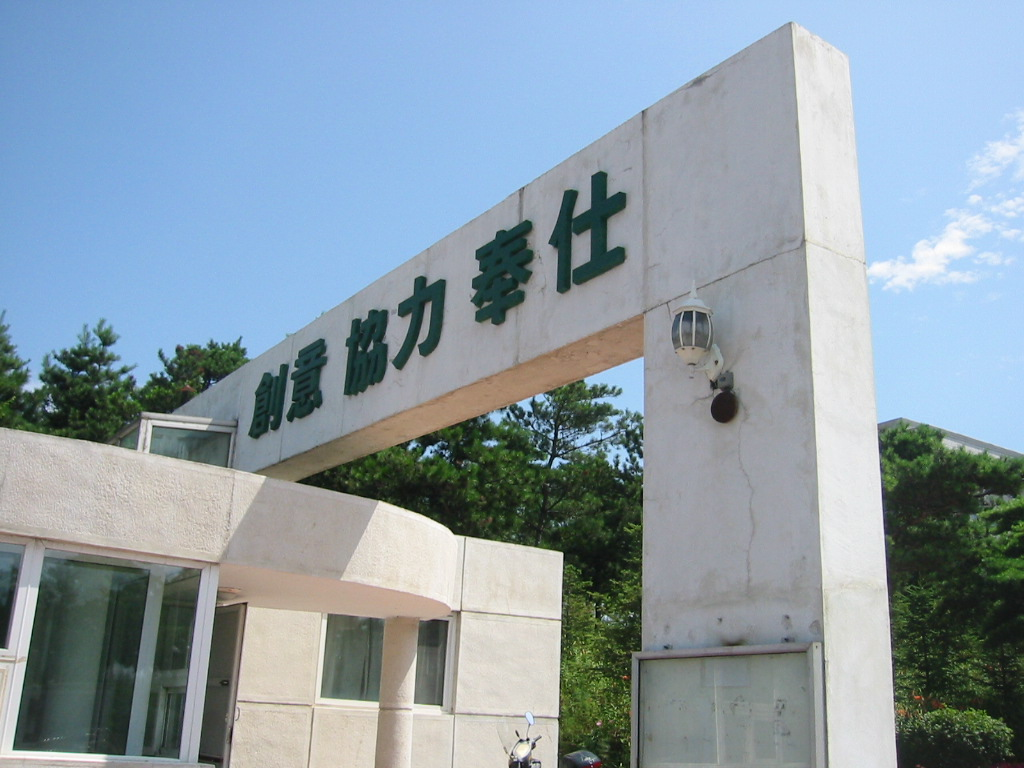
校門
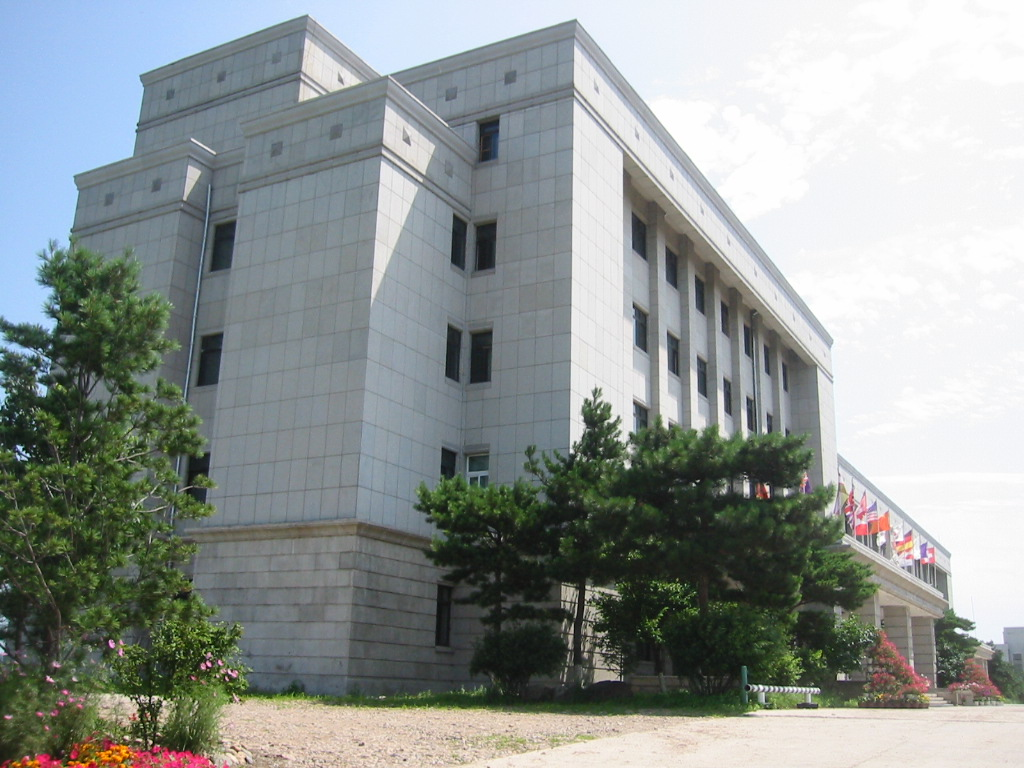
本部棟
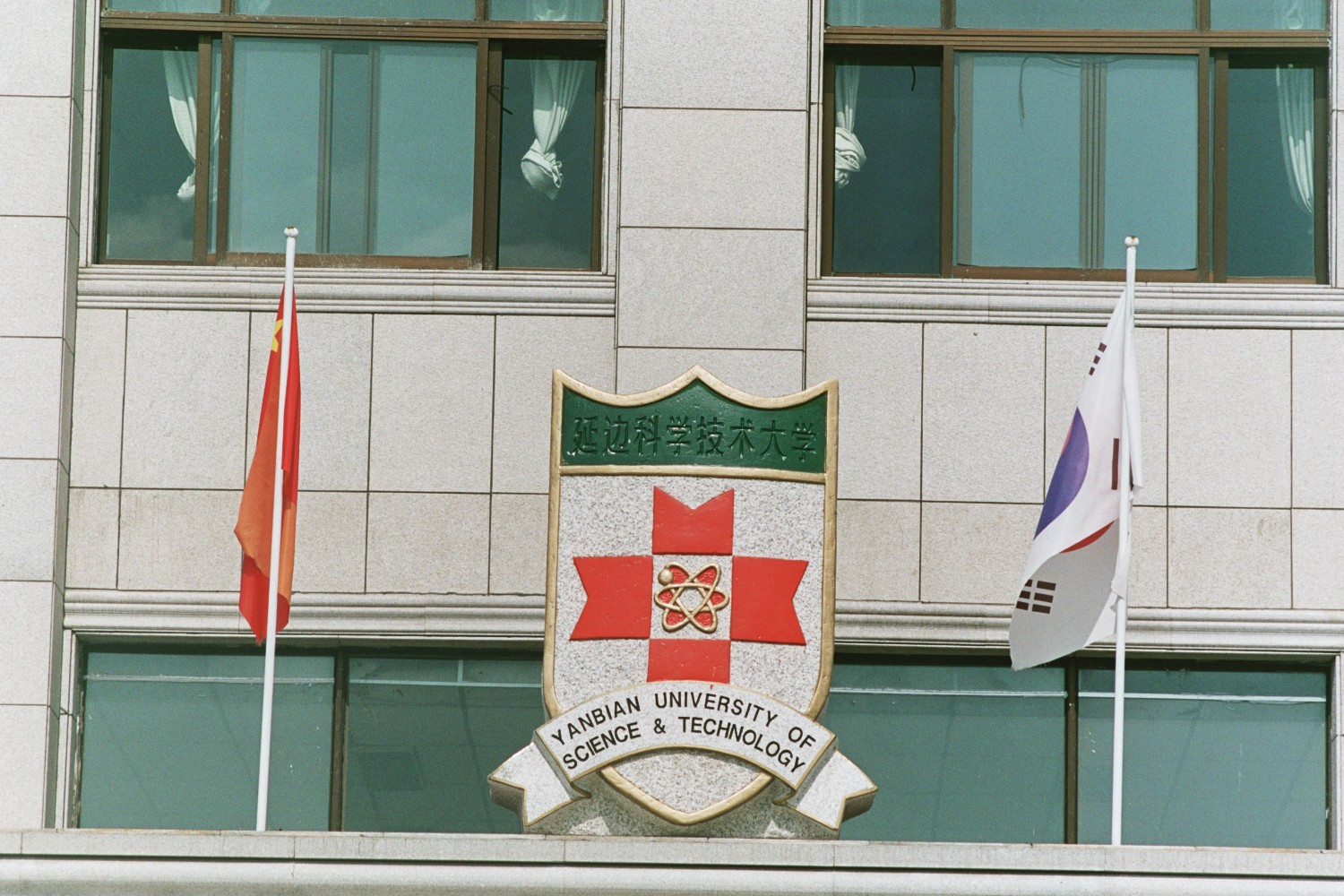
本部棟
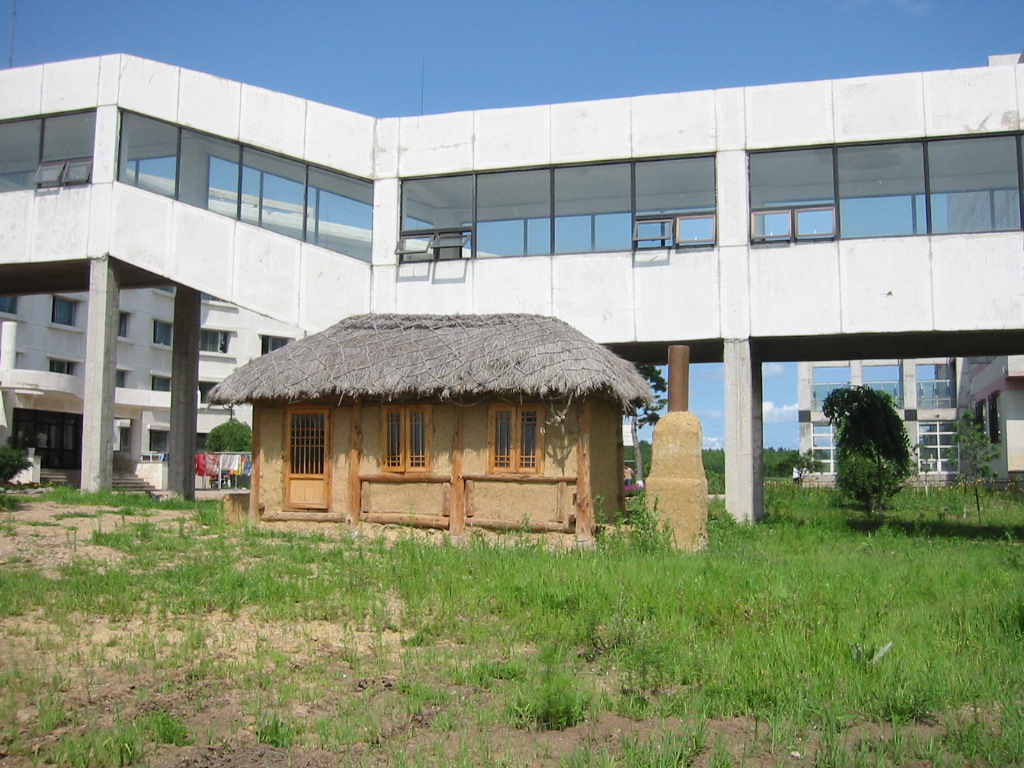
渡り廊下
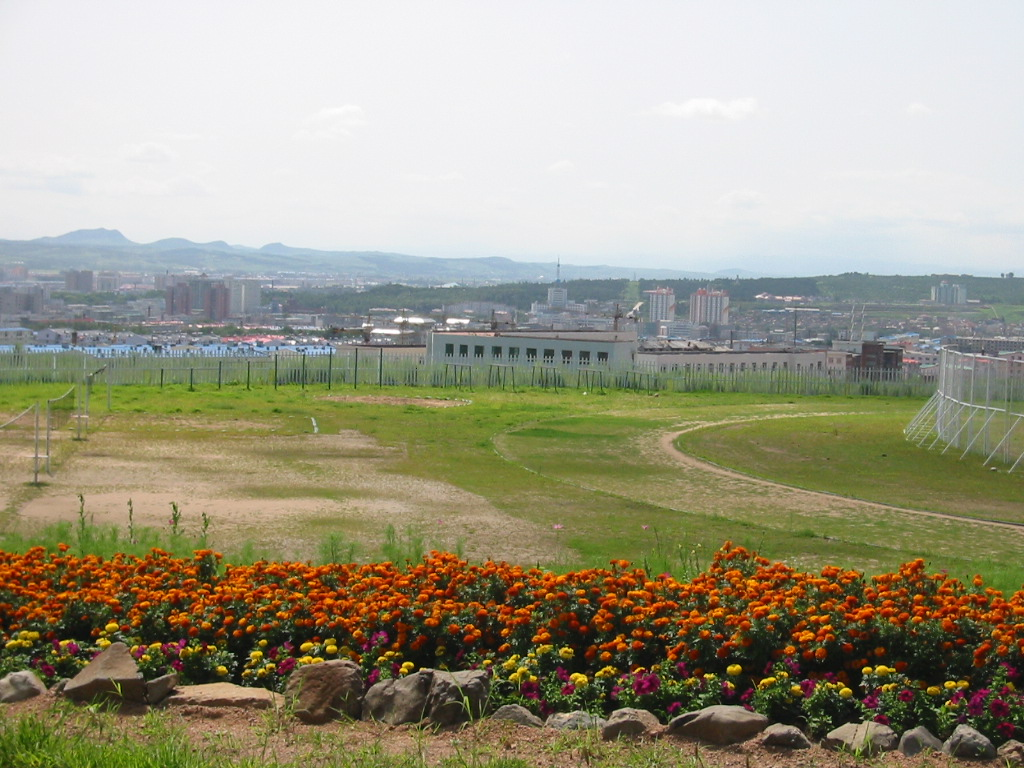
校庭
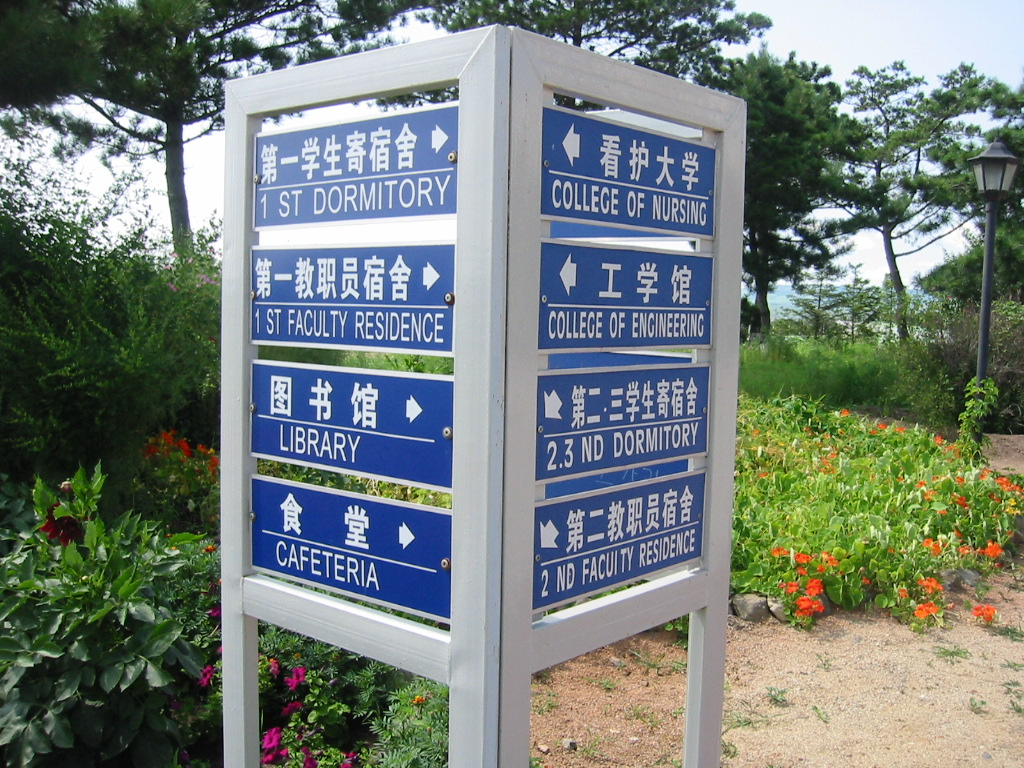
学校案内
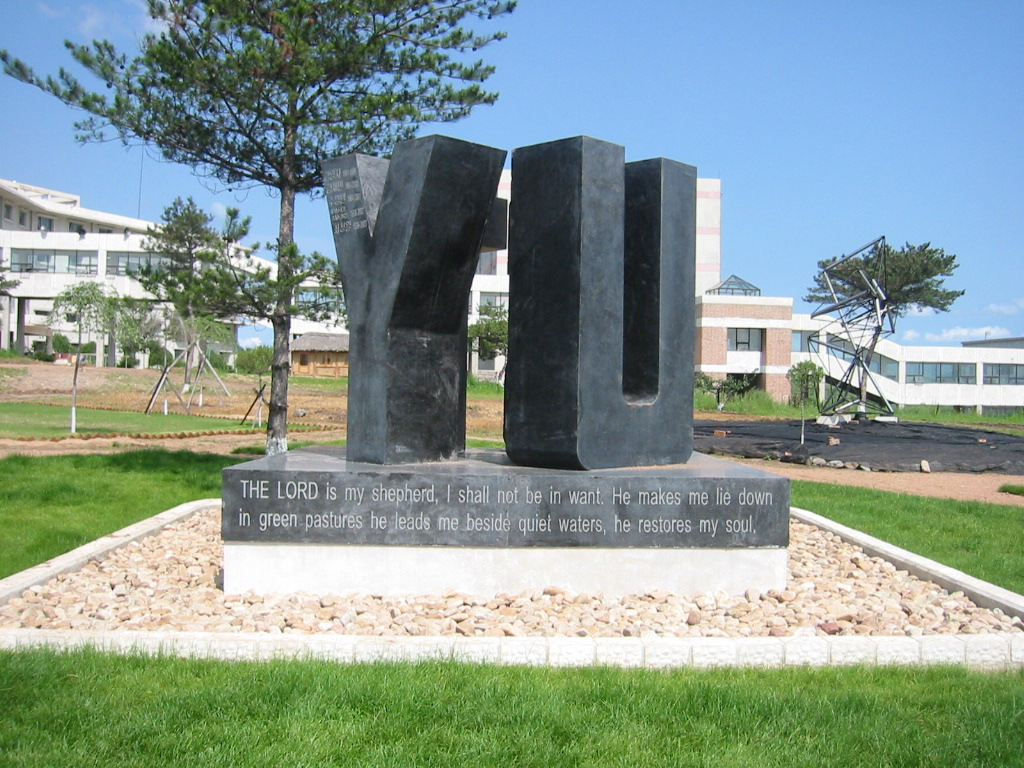
メモリアルオブジェ
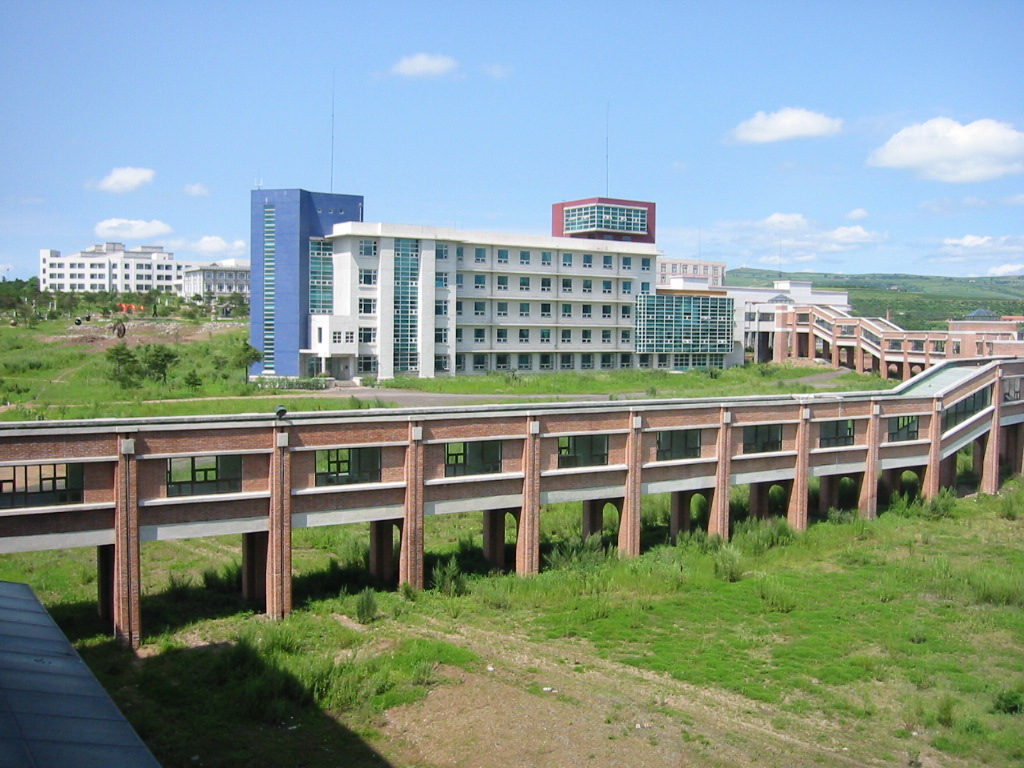
校舎全体
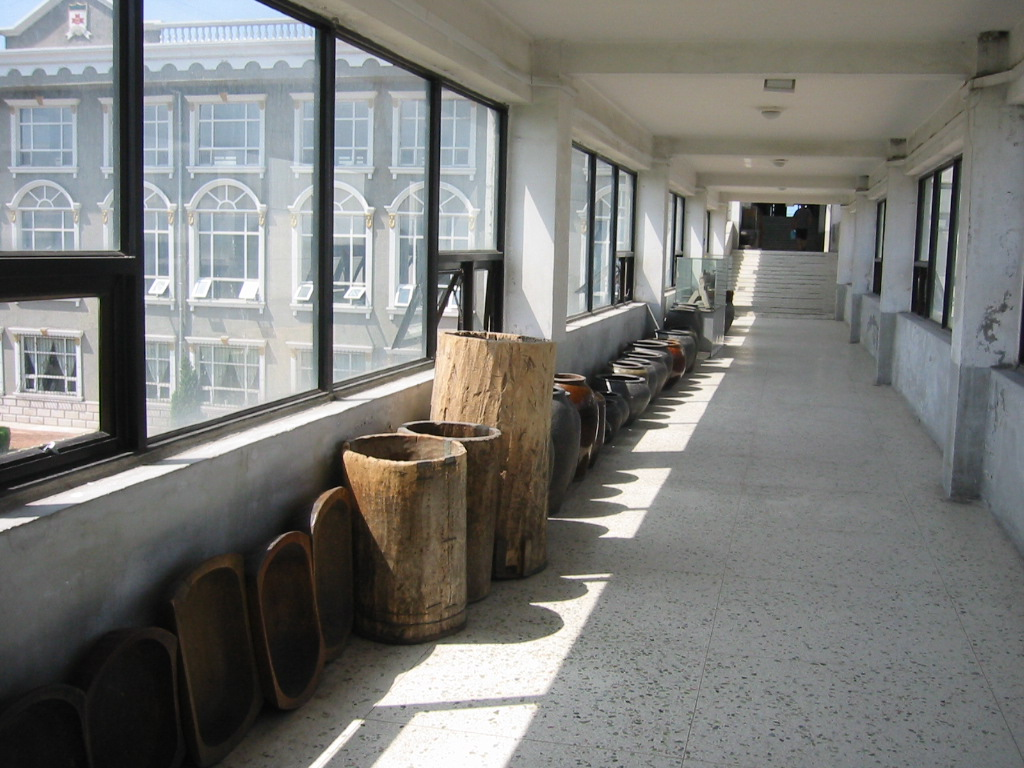
渡り廊下
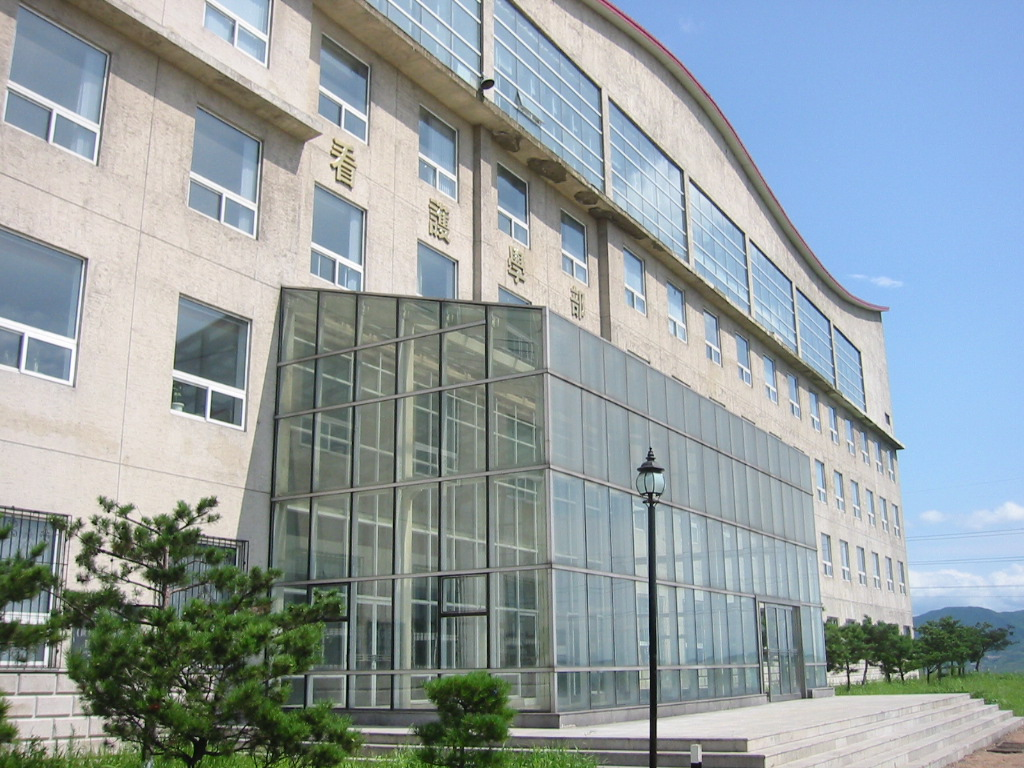
看護学部